# Муртазалієв Сагід Магомедович
Сагід Магомедович Муртазалієв (ав. СагІид МуртазгІалиев, рос. Сагид Магомедович Муртазалиев; нар. 11 березня 1974, Махачкала, Дагестанська АРСР) — російський та український борець вільного стилю, чемпіон світу, чемпіон та дворазовий брозовий призер чемпіонатів Європи, володар Кубку світу, чемпіон Олімпійських ігор. Чемпіон Ігор доброї волі. Заслужений майстер спорту Росії з вільної боротьби.

## Біографія
Народився в Махачкалі. Батьки уродженці селища Хуштада Цумадинського району Республіки Дагестан. Має чотирьох братів і сестру. У дитинстві Сагід жив в селищі Кузнецовське Тарумовського району і в Кизлярі, де почав займатися вільною боротьбою. Його першим тренером був Магомед Абдалов. У 1988 році переїхав до Махачкали, займався у спортзалі «Спартак» під керівництвом Іман-Мурзи Алієва.
Закінчив Дагестанський педагогічний інститут.

### Спортивна кар'єра
Став володарем Кубку світу 1990 року. У 1992 році виграв чемпіонат Росії серед юнаків. У 1993 році в Махачкалі Сагід Муртазалієв потрапив в автомобільну аварію, отримав струс мозку і перелом лівої руки. Відновлення розтягнулося майже на цілий рік. Погано зросталися кістки, і в результаті операції ліва рука виявилася на 3 см коротша за праву.
У 1993 році Муртазалієв переїхав в Україну до Києва. Виступав за збірну України, в тому числі і на Олімпійських іграх 1996 року в Атланті, де посів сьоме місце. Приніс збірній України дві бронзові медалі континентальної першості у 1995 і 1996 роках.
У 1996 році повернувся в Дагестан. Став захищати кольори збірної Росії, за яку виграв всі турніри найвищого рівня — чемпіонат світу 1999 року, чемпіонат Європи 2000 року і Олімпійські ігри 2000 року в Сіднеї. Чемпіон Росії 2000 року, срібний призер російської першості 1999 року.
Завершив спортивну кар'єру в 2002 році.

### Громадсько-політична діяльність
Сагід Муртазалієв — один з неформальних дагестанських лідерів 1990-х років, належить до аварців — найбільшої національності Дагестану. Він реально вважався одним з претендентів на пост голови республіки. Він є близьким другом голови Чечні Рамзана Кадирова. Муртазалієва навіть називали «дагестанським Кадировим», а сам Кадиров не раз називав Муртазалієва своїм братом.
У 2002 році Муртазалієв був призначений заступником міністра природних ресурсів і екології Республіки Дагестан.
У березні 2003 року обраний депутатом Народних Зборів Республіки Дагестан третього скликання.
У березні 2007-го обраний головою Кізлярського району Республіки Дагестан.
З квітня 2010 по листопад 2015 року — керівник відділення Пенсійного фонду Росії в Республіці Дагестан.
З березня 2011 року — депутат Народних Зборів Республіки Дагестан п'ятого скликання від партії «Єдина Росія». Входить до політради дагестанського регіонального відділення партії «Єдина Росія».
Є засновником благодійного фонду імені Сагіда Муртазалієва.
Віце-президент Федерації спортивної боротьби Росії.

### Замахи, конфлікти із законом
У 1996 році провів під вартою майже шість місяців за підозрою у вбивстві прийомного сина начальника УВС Махачкали. Кримінальну справу припинили після звернення в прокуратуру президента Федерації спортивної боротьби Росії Івана Яригіна і головного тренера збірної Росії з боротьби Дмитра Міндіашвілі.
У лютому 2001 року біля будинку Сагіда Муртазаліева в Кизлярі в автомобільній шині була знайдена і знешкоджена бомба, начинена цвяхами.
14 січня 2002 року в одному з московських готелів після сварки з чеченськими бізнесменами, отримав ножове поранення в область серця. Муртазалієв застрелив обох чеченцыв. Суд визнав дії Муртазалієва необхідною самообороною.
16 листопада 2003 року пережив замах в Кизлярі. Тоді невідомі обстріляли його автомобіль з автомата (22 кульові отвори). Нападники втекли з місця злочину і згодом не були встановлені.
У 2014 році на 10 років позбавлення волі засуджений мер Махачкали Саїд Аміров, який збирався збити літак зі своїм політичним опонентом, керівником відділення Пенсійного фонду РФ по Дагестану Сагідом Муртазалієвим за допомогою переносного зенітно-ракетного комплексуі перекласти відповідальність за теракт на бойовиків..
28 липня 2015 року Слідчий комітет Росії повідомив, що Сагід Муртазалієв є фігурантом справи по кільком злочинам. Серед них названі вбивства в 2010 році начальника експлуатаційної газової служби Кізлярського району ТОВ «Дагестангазсервіс», заступника начальника центру протидії екстремізму при МВС по Республіці Дагестан, замах на вбивство заступника голови адміністрації муніципального утворення «Міський округ місто Кизляр» і фінансування тероризму. Напередодні, 27 липня, були проведені обшуки у всіх будинках і квартирах, що належать Муртазалієву. Сам Сагід Муртазалієв в цей час перебував у Дубаї (Об'єднані Арабські Емірати), за версією його адвокатів — лікував коліно після операції. 9 вересня він був оголошений в міжнародний розшук і заочно заарештований судом. Разом з Муртазалієвим по цій же справі проходив брат його дружини Андрій Виноградов, що на той час очолював Кизлярський район Дагестану. 12 листопада 2015 року повноваження Муртазалієва на посаді голови відділення Пенсійного фонду Росії були припинені, а 26 квітня 2016 року Народні збори Дагестану позбавили Муртазалієва мандата, за офіційною версією — за не представлення у строк декларації про доходи.
На думку деяких експертів по Кавказу, кримінальна справа проти Муртазалієва є продовженням політики федерального центру, який прибирає впливових в регіоні людей, в чиїй лояльності є підстави сумніватися. Інші — не виключають, що вона є наслідком протистояння «силовиків» з Рамзаном Кадировим, який неодноразово називав Муртазалієва своїм братом.

## Спортивні результати на міжнародних змаганнях

### Виступи на Олімпіадах
| Змагання                    | Збірна  | Вагова категорія           | Місце  |
| --------------------------- | ------- | -------------------------- | ------ |
| Літні Олімпійські ігри 1996 | Україна | вільна боротьба, до 100 кг | 7      |
| Літні Олімпійські ігри 2000 | Росія   | вільна боротьба, до 97 кг  | Золото |

### Виступи на Чемпіонатах світу
| Змагання                        | Збірна  | Вагова категорія          | Місце  |
| ------------------------------- | ------- | ------------------------- | ------ |
| Чемпіонат світу з боротьби 1995 | Україна | вільна боротьба, до 90 кг | 7      |
| Чемпіонат світу з боротьби 1999 | Росія   | вільна боротьба, до 97 кг | Золото |

### Виступи на Чемпіонатах Європи
| Змагання                         | Збірна  | Вагова категорія          | Місце  |
| -------------------------------- | ------- | ------------------------- | ------ |
| Чемпіонат Європи з боротьби 1995 | Україна | вільна боротьба, до 90 кг | Бронза |
| Чемпіонат Європи з боротьби 1996 | Україна | вільна боротьба, до 90 кг | Бронза |
| Чемпіонат Європи з боротьби 2000 | Росія   | вільна боротьба, до 97 кг | Золото |

### Виступи на Кубках світу
| Змагання                    | Збірна | Вагова категорія          | Місце  |
| --------------------------- | ------ | ------------------------- | ------ |
| Кубок світу з боротьби 1990 | СРСР   | вільна боротьба, до 74 кг | Золото |

### Виступи на інших змаганнях
| Змагання                  | Збірна | Вагова категорія          | Місце  |
| ------------------------- | ------ | ------------------------- | ------ |
| Тестовий турнір FILA 1998 | Росія  | вільна боротьба, до 97 кг | Золото |
| Ігри доброї волі 1998     | Росія  | вільна боротьба, до 97 кг | Золото |

### Виступи на змаганнях молодших вікових груп
| Змагання                                      | Збірна | Вагова категорія          | Місце |
| --------------------------------------------- | ------ | ------------------------- | ----- |
| Чемпіонат світу з боротьби серед юніорів 1992 | Росія  | вільна боротьба, до 81 кг | 4     |